# Sköldlockar
Sköldlockar (Trogulidae) är en familj av spindeldjur. Sköldlockar ingår i ordningen lockespindlar (Opiliones). Familjen innehåller fem släkten; Anarthrotarsus, Anelasmocephalus, Calathocratus, Kofiniotis och Trogulus.
Typsläktet är Trogulus.
Familjen innehåller ett sextiotal beskrivna arter, varav de flesta, ett trettiotal, hör till släktet Trogulus.
Sköldlockar förekommer i västra palearktis. I Sverige förekommer arten sköldlocke (Trogulus tricarinatus).

## Bildgalleri

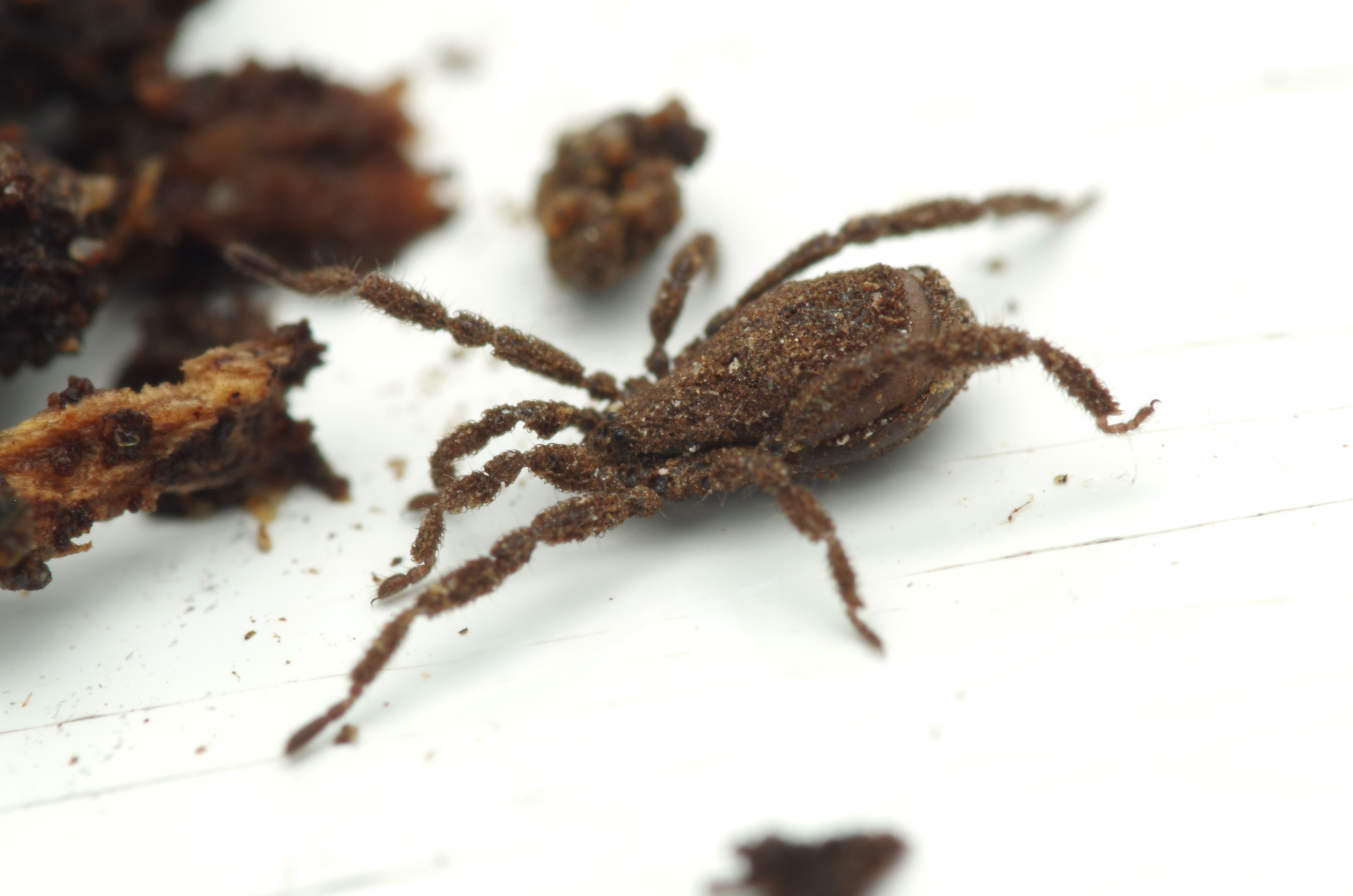
Anelasmocephalus cambridgei
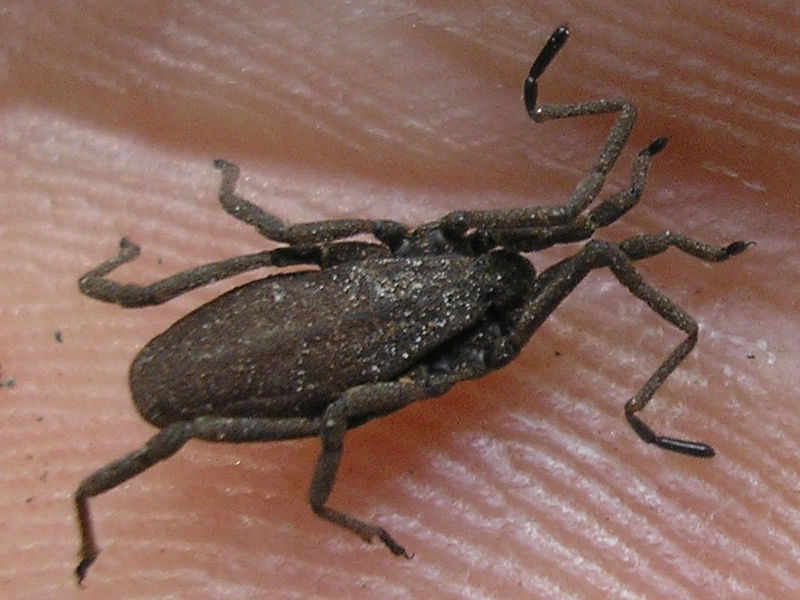
Trogulus nepaeformis
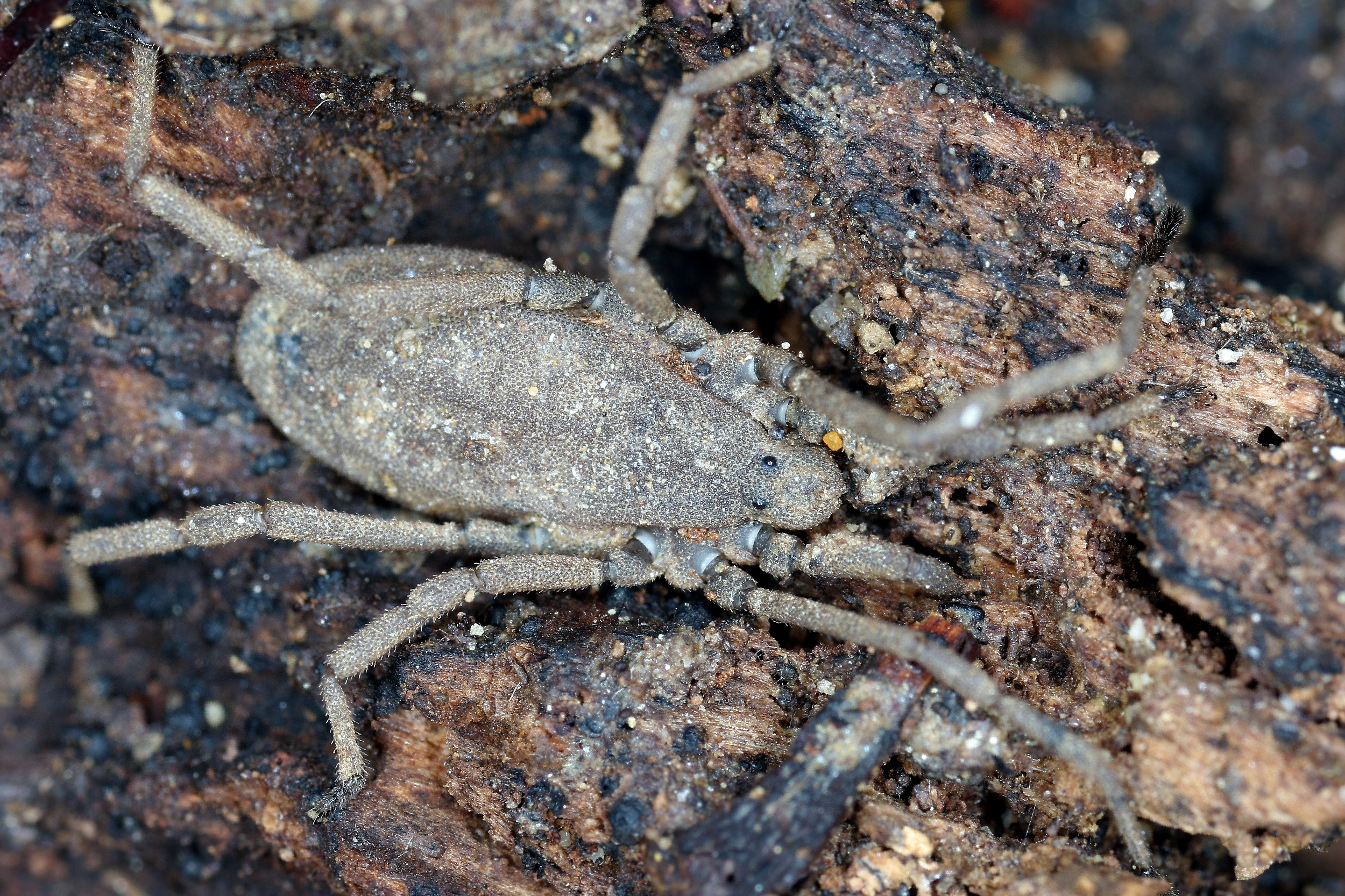
Trogulus pyrenaicus